# IC 2947
IC 2947 је спирална галаксија у сазвјежђу Велики медвјед која се налази на листи објеката дубоког неба у Индекс каталогу.
Деклинација објекта је + 31° 21' 42" а ректасцензија 11h 37m 31,1s. Привидна величина (магнитуда) објекта IC 2947 износи 14,1 а фотографска магнитуда 14,7. IC 2947 је још познат и под ознакама MCG 5-28-2, CGCG 156-102, CGCG 157-3, KUG 1134+316, PGC 35981.